# Filtre fotogràfic

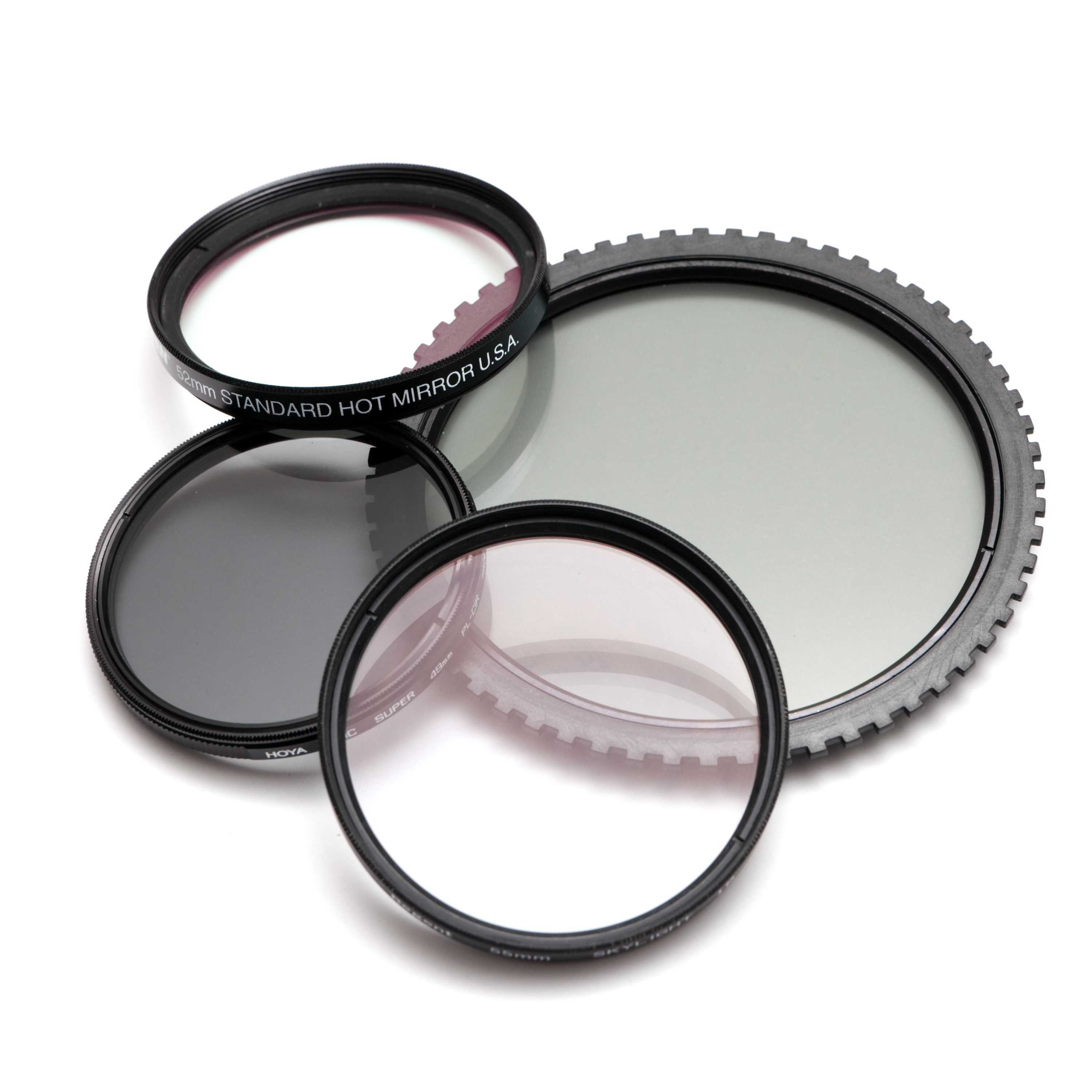
Quatre filtres fotogràfics.

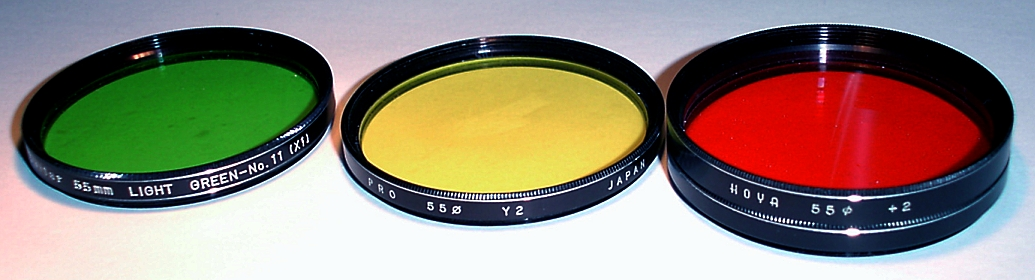
Filtres de color de 55mm.

Es tracta d'un filtre òptic que s'acobla en la part frontal de l'objectiu d'una càmera fotogràfica, amb la finalitat d'aconseguir un determinat efecte en la fotografia.
El filtre pot ser un vidre quadrat que s'acobla a l'objectiu mitjançant un accessori, però és més comú en la forma de vidre rodó amb una muntura en forma d'anell de metall o plàstic amb rosca. Els objectius solen incorporar una rosca per adaptar aquests filtres. Òbviament, el diàmetre de la rosca ha de ser el mateix en el filtre i en l'objectiu; això s'indica amb el símbol Ø en la part frontal de l'objectiu i en la vora del filtre (Ø58 mm per exemple).
Els materials més habituals són el vidre (major qualitat, major preu) i la gelatina (menor preu i gran varietat de tipus).

## Filtres protectors o UV

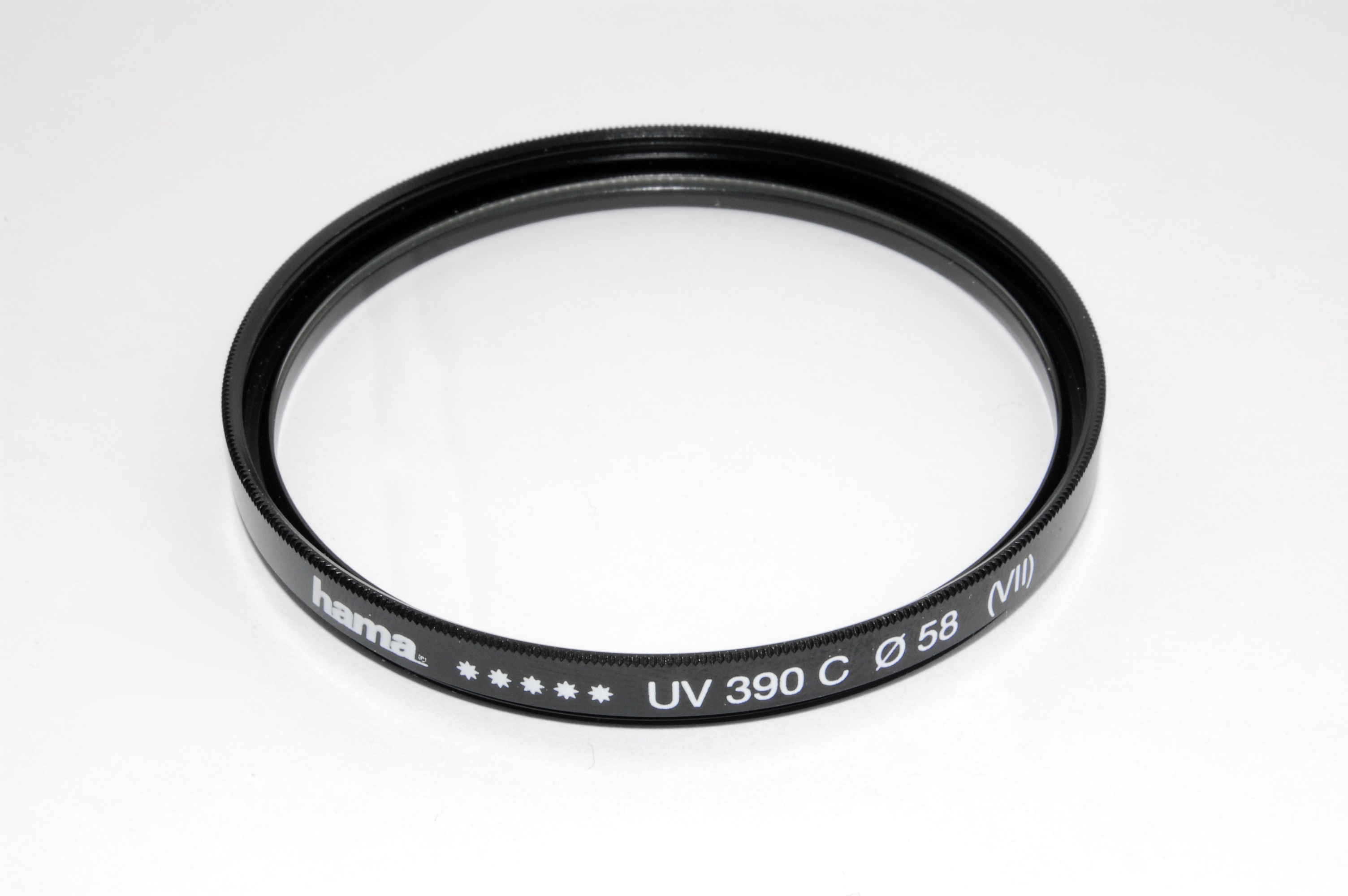
Un Filtre UV

Són vidres sense cap efecte essencial en la fotografia i s'utilitzen sobre tot per protegir la lent de l'objectiu de la brutícia i les esgarrapades. Els més habituals són el Filtre Skylight (o 1A) i el UV, els quals bloquegen part de la llum ultraviolada, redueixen una possible dominant del color blau a les fotografies i tenen un baix cost.

## Filtres de colors per a emulsions en blanc i negre
Els filtres per a blanc i negre s'utilitzen per donar o corregir la intensitat lumínica d'algunes zones de l'espectre (a cert color) a la fotografia i s'usen sobretot en fotografia en blanc i negre, ja que ajuden a separar millor les diferents tonalitats en diferents tons de grisos.
N'hi ha de dos tipus:
1. Els de rosca: són els més simples, doncs només s'enrosquen en la lent. Són els més costosos perquè tenen incorporat l'anell metàl·lic.
2. Els de portafiltres: encara que la inversió inicial és més costosa, més tard només és necessari canviar el filtre, i no tota l'armadura.

Els filtres utilitzats per a la fotografia en blanc i negre són específics per aquest tipus de fotografia, donat a la seva gran saturació, encara que també poden usar-se els de color:
- Skylight o ultraviolat: serveix com a protector i els canvis a la fotografia són mínims, evitant la pèrdua de contrast en les fotografies de muntanya.
- Polaritzadors: serveixen per treure o reduir lluentors i reflexos en certs objectes.
- Densitat neutra: redueix la quantitat de llum.
- De contrast: n'hi ha de tots els colors; la seva funció en la fotografia B&N és la d'aclarir el seu propi color i enfosquir el seu complementari. Els més utilitzats són els groguencs, ataronjats i vermells, que eviten que el cel quedi massa clar, permetent diferenciar-se dels núvols.
- Efectes especials: quantitat il·limitada d'efectes.

## Filtres d'efectes[1]
- Filtres d'estel: per produir efectes en forma d'estels (amb un nombre de puntes variable) en els centelleigs de llum.
- Filtre de boira: crea una aparença de boira dins la imatge. Un filtre rotatori crea un efecte de boira en moviment, tot i que es recomanable usar una màquina de fum.
- Filtre de nit: utilitzat per crear un efecte de nit a un pla rodat durant el dia. Amb una pel·lícula en blanc i negre, s'utilitza un filtre vermell, mentre que amb una pel·lícula a color es pot utilitzar un filtre de densitat neutre degradat (tot i que no és del tot eficaç).
- Filtre efecte lent anamòrfica: Aquest filtres deformen les altes llums en bandes horitzontals, al igual que una lent anamòrfica.

## Filtres de control de la llum

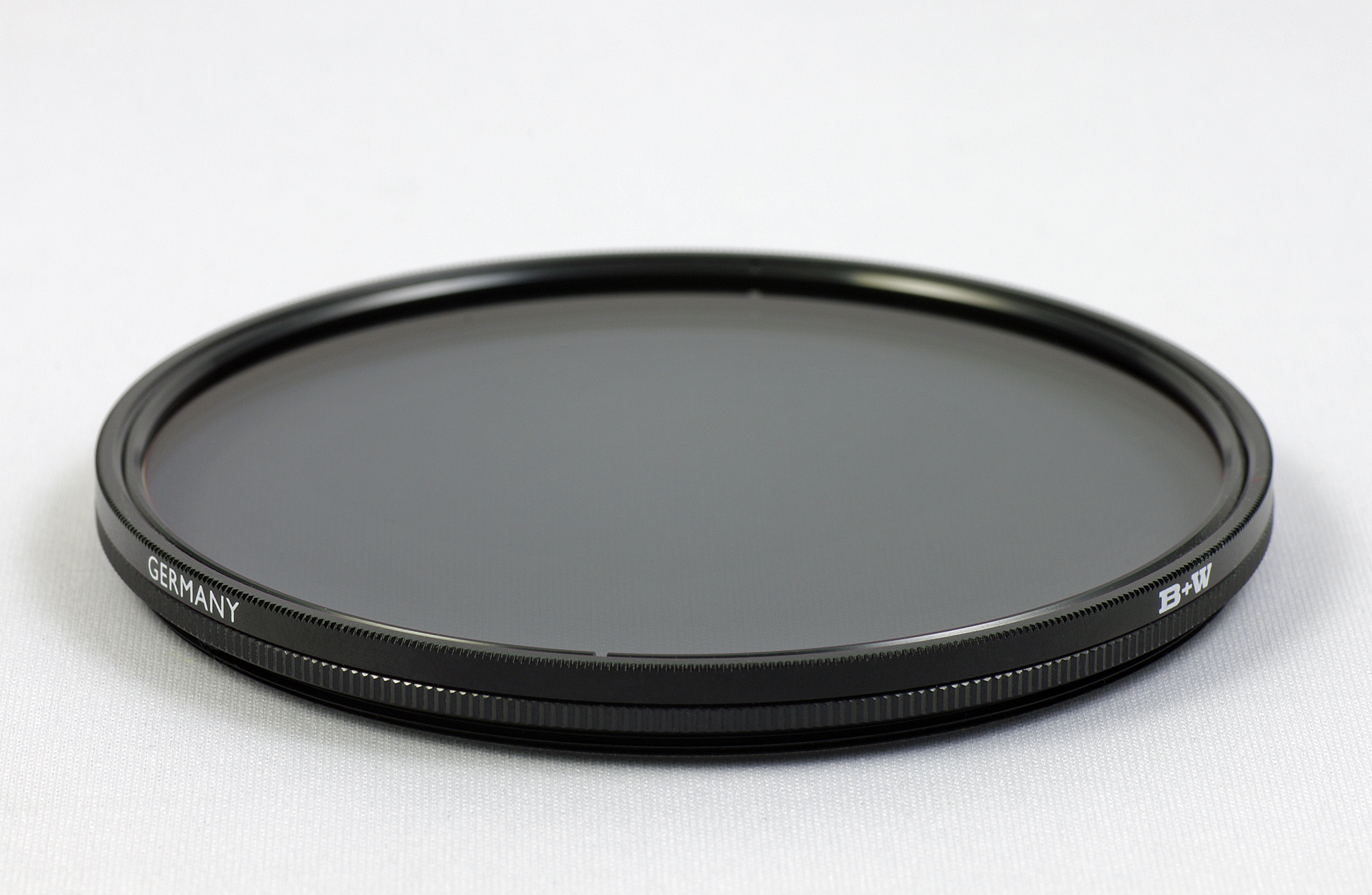
Polaritzador.

Polaritzador: eliminen reflexos no desitjats en l'aigua, cristalls i altres superfícies (excepte en els metalls, com els objectes cromats) i produeix colors més saturats en seleccionar els raigs de llum que entren en la lent de la càmera fotogràfica. L'efecte pot canviar-se rotant una de les dues parts que es compon el filtre i variant la seva orientació. Es percep millor en teleobjectius o objectius normals que en gran angular. N'hi ha de lineals o circulars:
- Polaritzador Lineal: els polaritzadors lineals permeten regular l'eliminació de reflexos, i són menys costosos, en general, que els circulars.
- Polaritzador Circular: els polaritzadors circulars es van dissenyar específicament per a l'ús de càmeres amb objectius d'enfocament automàtic o d'auto enfocament.

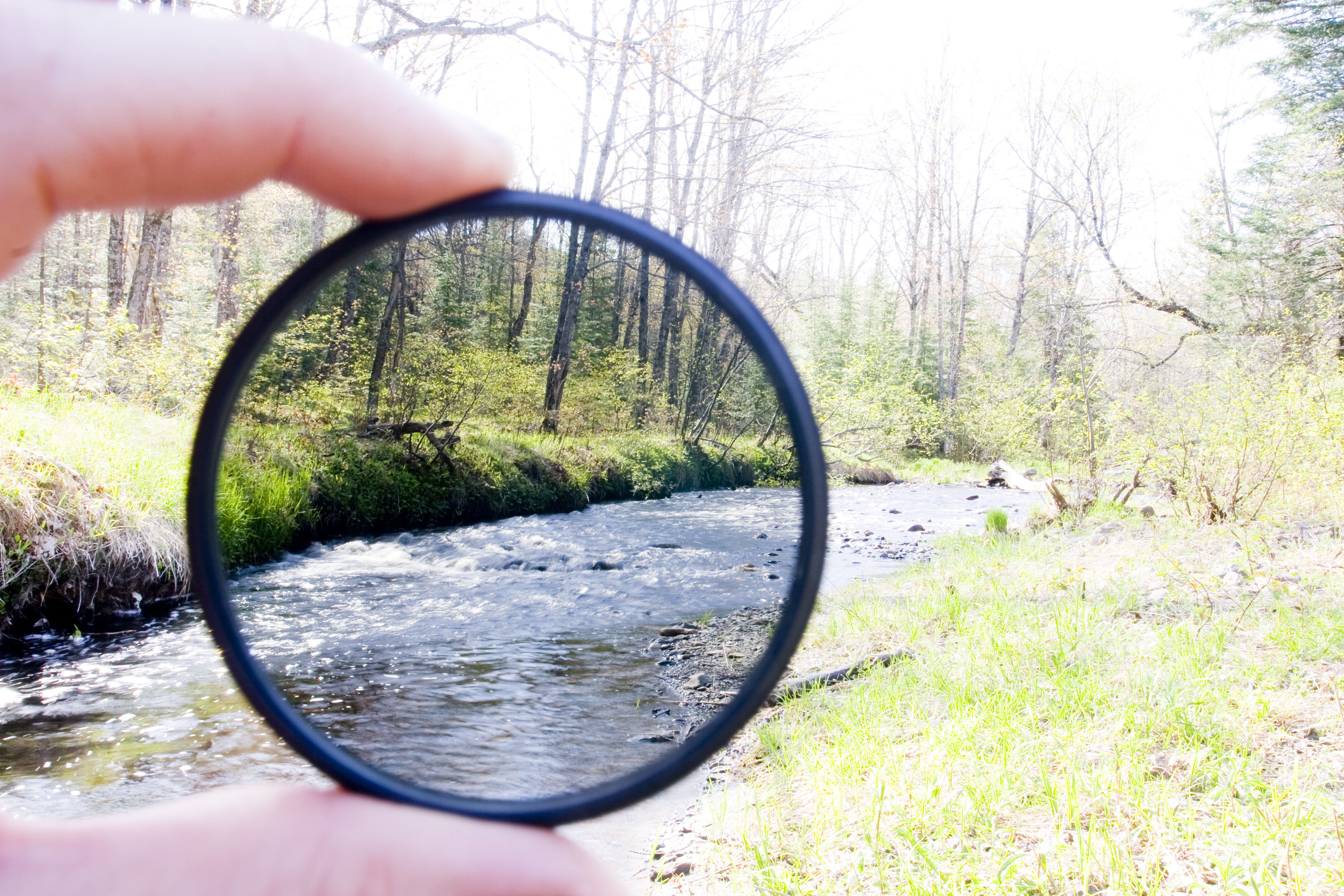
Filtre de densitat neutra.

- Filtre de densitat neutral o ND[3]: filtres de color fosc que redueix la llum que incideix en l'objectiu segons la seva densitat, es poden trobar des de 1 pas fins a 20 pasos[4] (llum que resta). Aquest filtre està compost per nanopartícules fèrriques.
- Filtres degradats o GND : per enfosquir o acolorir (si es de color) part de la fotografia, per exemple el cel. Es podem trobar de diferents densitats.
- Filtre de cel: aquest tipus de filtre té dues accepcions. Un tipus és utilitzat al cinema en blanc i negre per fer més fosc el cel. Mentre que un altre és un tipus de filtre que no posseeix color i que és utilitzat per absorbir els raigs ultraviolats i penetrar la boira.

- Filtres correctors de color: filtre de càmera que canvia, en graus mínims, l'equilibri del color d'una escena reduint la quantitat de vermell, blau o verd. Aquesta variació pot corregir fonts d'il·luminació o simplement produir un efecte determinat. Existeixen els ataronjats que baixen la temperatura de color, i els blaus, que pugen aquest valor.
- Filtre wratten: filtre fet amb gelatina fabricat por Eastman Kodak que es disposa darrere el mateix objectiu de la càmera, amb un suport especial. Aquest filtre de gelatina elimina una banda de color determinada o en ressalta una altra mitjançant aquesta eliminació.
- Filtre FLB: filtre col·locat davant l'objectiu de la càmera quan es roda amb llums fluorescents amb pel·lícula equilibrada per llums interiors. Amb aquest filtre s'ha d'augmentar en un número f.
- Filtre FLD: de la mateixa manera de l'anterior, és un filtre que es col·loca davant l'objectiu de la càmera quan es roda amb llums fluorescents amb pel·lícula equilibrada en aquest cas per llums exteriors. Amb aquest filtre s'ha d'augmentar en un número f.

## Altres filtres
- Filtre IR (de raigs infrarrojos): no bloquegen els raigs infrarrojos sinó al contrari, bloquegen la llum visible permetent el pas de la infraroja; la pel·lícula és una combinació de cel·lulosa i diòxid de titani.
- Lents d'aproximació: encara que en realitat no són filtres, en molts manuals se'ls inclou en aquest apartat. Permeten reduir la distància mínima d'enfocament, utilitzant-se per la macrofotografia.